# Рахман, Хасим
Хасим Шарифф Рахман (англ. Hasim Shariff Rahman; 7 ноября 1972, Балтимор, Мериленд, США) — американский боксёр-профессионал, выступавший в тяжёлой весовой категории. Чемпион мира в тяжёлой (версия WBC, 2001 и 2006; версия IBF, 2001; временный титул по версии WBC 2005) весовой категории. Мировую известность получил после победы над британцем Ленноксом Льюисом в их 1-м бою.

## Биография

### 1994—1996
Дебютировал в декабре 1994 года.

### 15 октября1996Тревор Бербик—Хасим Рахман
- Место проведения:  Сисарс Отель энд Казино, Атлантик-Сити, Нью-Джерси, США
- Результат: Победа Рахмана единогласным решением в 12-раундовом бою
- Статус: Рейтинговый бой
- Рефери: Тони Перес
- Счет судей: Стив Вейсфелд (89—99), Барбара Перес (91—97), Алан Рубенстейн (90—99) — все в пользу Рахмана
- Вес: Бербик 108,0 кг; Рахман 105,7 кг
- Трансляция: USA Network

В октябре 1996 года Рахман встретился с бывшим чемпионом мира в тяжёлом весе по версии WBC канадцем Тревором Бербиком. Бербик вышел на бой с явным перевесом. В начале 1-го раунда Рахман пробил длинный правый хук в голову. Бербик зашатался. Рахман повторил удар этот же удар в челюсть. Канадец рухнул на канвас. Он поднялся на счёт 5. Рахман сразу же бросился добивать. Он прижал противника к канатам и провёл несколько серий ударов в голову. Бербик был на грани нокаута, но смог выстоять. Большую часть 1-й раунда он простоял за блоком. Несмотря на односторонний дебютный раунд, бой в итоге прошёл всю дистанцию. По окончании поединка все судьи с большим преимуществом отдали победу Хасиму Рахману. Это был последний бой Бербика в США.

### 1996—1998
В ноябре 1997 года Рахман решением большинства судей победил Обеда Салливана.

### 31 января1998Джесси Фергюссон—Хасим Рахман
- Место проведения:  Трамп Тадж-Махал, Атлантик-Сити, Нью-Джерси, США
- Результат: Победа Рахмана единогласным решением в 12-раундовом бою
- Статус: Бой за интерконтинентальный титул по версии IBF, бой за титул чемпиона США по версии USBA
- Рефери: Рэнди Нойман[англ.]
- Счет судей: Джон Стюарт (109—119), Казон Чик (109—118), Мельвина Латан (109—118) — все в пользу Рахмана
- Вес: Фергюсон 108,0 кг; Рахман 105,7 кг
- Трансляция: HBO

В январе 1998 года Рахман встретился с бывшим претендентом на титул Джесси Фергюссона. Фергюсону было на тот момент 40 лет, хотя и провёл ряд неплохих побед. Многие предсказывали победу Рахману нокаутом, но Фергюсон даже не думал падать. Он продержался до конца боя, даже не разу не был на грани нокдауна, а также несколько серьёзно огрызался, но в конечном счёте Рахман победил по очкам с разгромным счётом.

### 19 декабря1998Хасим Рахман —Дэвид Туа(1-й бой)
- Место проведения:  Миккосуки Индиан Гейминг, Майами, Флорида, США
- Результат: Победа Туа техническим нокаутом в 10-м раунде в 12-раундовом бою
- Статус: Отборочный бой за титул IBF в тяжёлом весе
- Рефери: Телис Ассимениос
- Счет судей: Майк Глиенна (87—89), Шейла Хэрмон (82—89), Рокки Янг (82—89) — все в пользу Рахмана
- Время: 2:25
- Вес: Рахман 101,80 кг; Туа 106,40 кг
- Трансляция: HBO
- Счёт неофициального судьи: Харольд Ледерман (84—87 Рахман)

В декабре 1998 года состоялся отборочный бой за титул IBF в тяжёлом весе между Хасимом Рахманом и Дэвидом Туа. Бой проходил в средней дистанции. Рахман был более активен, выбрасывая большее количество ударов, и выигрывал бой по очкам. В конце 9-го раунда Туа провёл левый хук в челюсть противника, затем повторил этот удар и сразу же после гонга провёл тот же удар в 3-й раз. Рахман оперся на канаты. Рефери отогнал Туа от противника. Рахман, шатаясь, дошёл до своего угла. Комментатор HBO Ларри Мерчант сказал, что Рахман был серьёзно потрясён ударом после гонга. В 10-м раунде Туа запер Рахмана у канатов, нанося удары по корпусу и в голову. Несмотря на то, что часть ударов прошла мимо, рефери вмешался и прекратил бой. Недовольный Рахман оттолкнул рефери. Ларри Мерчант назвал это «очень плохой остановкой» (англ. It's very bad stoppage). 2-й комментатор HBO Джим Лэмпли согласился с ним. Угол Рахмана не согласился с решением рефери.

### 6 ноября1999Хасим Рахман —Олег Маскаев
- Место проведения:  Конвеншн Холл, Атлантик Сити, Нью-Джерси, США
- Результат: Победа Маскаева нокаутом в 8-м раунде
- Статус: Рейтинговый бой
- Рефери: Эдди Коттон
- Счет судей: 68—65, 70—63, 68—65 — все в пользу Рахмана на момент остановки
- Время: 0:40
- Вес: Рахман 106,10 кг; Маскаев 107,05 кг
- Трансляция: HBO
- Счёт неофициального судьи: Харольд Ледерман (68—65 Рахман)

В ноябре 1999 года Рахман встретился с Олегом Маскаевым. По ходу боя Рахман доминировал, но неожиданно в 8-м раунде Маскаев провёл правый кросс в челюсть, и Рахман вывалился за пределы ринга. Он упал на пол между хронометристом и телекомментатором HBO Джимом Лэмпли. Среди зрителей сразу завязалась потасовка. Вскоре полиции удалось навести порядок в зале. Рахман приходил в себя несколько минут.

### 20 мая2000Корри Сандерс—Хасим Рахман
- Место проведения:  Бэллис Отель энд Казино, Атлантик Сити, Нью-Джерси, США
- Результат: Победа Рахмана техническим нокаутом в 7-м раунде
- Статус: Рейтинговый бой
- Рефери: Эдди Коттон
- Время: 2:32
- Вес: Сандерс 102,10 кг; Рахман 111,10 кг
- Трансляция: HBO
- Счёт неофициального судьи: Харольд Ледерман (57—57)

В мае 2000 года состоялся очень зрелищный поединок Хасима Рахмана против Корри Сандерса. В 3-м раунде произошёл интересный случай. Сандерс отправил левым апперкотом в нокдаун Рахмана, тот повис на канаты ринга но сумел встать и восстановиться, после того как рефери разрешил продолжать поединок, Сандерс принялся безоглядно добивать соперника, в результате чего сам пропустил удар и попал в нокдаун. В 7-м раунде Рахман обрушил град ударов на южноафриканца. Сандерс мужественно стоял и принимал удары, но не отвечал на них. Видя это, рефери остановил бой.

### 22 апреля2001Леннокс Льюис—Хасим Рахман
- Место проведения:  Карнивал Сити, Бракпан, Гаутенг, ЮАР
- Результат: Победа Рахмана нокаутом в 5-м раунде в 12-раундовом бою
- Статус: Чемпионский бой за титул WBC в тяжёлом весе (10-я защита Льюиса); чемпионский бой за титул IBF в тяжёлом весе (4-я защита Льюиса); чемпионский бой за титул IBO в тяжёлом весе (4-я защита Льюиса)
- Рефери: Даниэль ван де Виль[англ.]
- Счет судей: Дэйв Пэррис[англ.] (39—37), Валери Дорсетт (39—37), Табо Спампул (39—37) — все в пользу Льюиса на момент остановки
- Время: 2:32
- Вес: Льюис 115,00 кг; Рахман 108,00 кг
- Трансляция: HBO
- Счёт неофициального судьи: Харольд Ледерман (38—38)

В апреле 2001 года Льюис вышел на ринг против Хасима Рахмана. Это была добровольная защита. В конце 5-го раунда Рахман несколько раз выбросил левый джеб в голову. Льюис отошёл к канатам. Рахман провёл правый кросс в челюсть противника. После чего Льюис мгновенно рухнул на канвас. На счёт 10 он всё ещё находился на канвасе. Бой получил звание «апсет года» по версии журнала «Ринг». Льюис сразу потребовал реванш. Команда Рахмана отказала. Тогда британец подал на него в суд. Суд, на удивление, обязал Рахмана дать реванш, хотя обычно реванш назначается в случае спорного исхода боя.
Иронизируя над Льюисом, комментатор HBO Ларри Мерчант назвал этот бой «Разрушение в джунглях» (англ. Crumble in jungle). Другой комментатор HBO Джим Лэмпли сравнил результат боя с поединком Джеймс Даглас — Майк Тайсон.

### 17 ноября2001Леннокс Льюис—Хасим Рахман (2-й бой)
- Место проведения:  Мандалай Бэй Ризорт энд Казино, Лас-Вегас, Невада, США
- Результат: Победа Льюиса нокаутом в 4-м раунде в 12-раундовом бою
- Статус: Чемпионский бой за титул WBC в тяжёлом весе (1-я защита Рахмана); чемпионский бой за титул IBF в тяжёлом весе (1-я защита Рахмана); чемпионский бой за титул IBO в тяжёлом весе (1-я защита Рахмана)
- Рефери: Джо Кортес
- Счет судей: Патрисия Морс Джарман (30—27), Дейв Моретти (30—27), Дэлби Ширли (30—27) — все в пользу Льюиса на момент остановки
- Время: 1:29
- Вес: Льюис 111,80 кг; Рахман 107,00 кг
- Трансляция: HBO PPV
- Счёт неофициального судьи: Харольд Ледерман (30—27 Льюис)

В ноябре 2001 состоялся 2-й бой между Хасимом Рахманом и Ленноксом Льюисом. В середине 4-го раунда британец провёл левый хук в челюсть, и сразу же правый туда же. Рахман рухнул на канвас. Он попытался подняться, но на счёт 10 опять упал. Льюис победил нокаутом.

### 1 июня2002Эвандер Холифилд—Хасим Рахман
- Место проведения:  Боардуолк Холл, Атлантик-Сити, Нью-Джерси, США
- Результат: Победа Холифилда техническим нокаутом в 8-м раунде в 12-раундовом бою
- Статус: Отборочный бой за титул WBA в тяжёлом весе
- Рефери: Тони Орландо
- Счет судей: Джон Стюарт (69—64 Холифилд), Мелвина Лейтен (66—67 Рахман), Стив Вейсфелд (69—64 Холифилд)
- Время: 1:41
- Вес: Холифилд 98,0 кг; Рахман 101,6 кг
- Трансляция: HBO
- Счёт неофициального судьи: Харольд Ледерман (67—66 Холифилд)

В июне 2002 году Хасим Рахман встретился с Эвандером Холифилдом. В бою соперники столкнулись головами в результате которого у Рахмана образовалась гематома над левым глазом. В середине 8-го раунда рефери приостановил бой, и отвёл Рахмана в доктору. Доктор сказал, что он может продолжать бой, если только видит. Рахман, сказал, что у него перед глазами всё расплывается. Бой был прекращён. Так как гематома образовалась в результате столкновения головами, то победитель определялся на основании счёта судей. При оглашении оценки в пользу Рахмана зал недовольно загудел. Раздельным решением судей победу отдали Холифилду.

### 29 марта2003Дэвид Туа—Хасим Рахман (2-й бой)
- Место проведения:  Спектрум, Филадельфия, Пенсильвания, США
- Результат: Ничья раздельным решением в 12-раундовом бою
- Статус: Отборочный бой за титул IBF в тяжёлом весе
- Рефери: Руди Бэттл
- Счет судей: Роберт Грассо (116—112 Туа), Билл Клэнси (112—116 Рахман), Джордж Хилл (114—114)
- Время: 2:25
- Вес: Туа 111,4 кг; Рахман 117,5 кг
- Трансляция: HBO
- Счёт неофициального судьи: Харольд Ледерман (113—115 Рахман)

В марте 2003 года состоялся 2-й бой между Хасимом Рахманом и Дэвидом Туа. Рахман джебом держал противника на дистанции. В конце 12-го раунда Рахман поднял руки в верх, праздную возможную победу. Туа сразу же зажал его в углу. Прозвучал гонг. Увлёкшись атакой, споткнувшись Туа упал на канвас и сразу же поднялся. По окончании поединка судьи раздельным решением определили ничью. Решение было спорным. Часть экспертов сочла, что победил Рахман.

### 13 декабря2003Джон Руис—Хасим Рахман
- Место проведения:  Боардуолк Холл, Атлантик-Сити, Нью-Джерси, США
- Результат: Победа Руиса единогласным решением в 12-раундовом бою
- Статус: Чемпионский бой за временный титул WBA в тяжёлом весе
- Рефери: Рэнди Ньюманн
- Счет судей: Джозеф Паскуале (116—112), Джон Потурай (118—110), Барбара Перес (117—111) — все в пользу Руиса
- Вес: Руис 109,30 кг; Рахман 111,60 кг
- Трансляция: Kingvision PPV

В декабре 2003 года состоялся бой за звание временного чемпиона в супертяжёлом весе по версии WBA между Хасимом Рахманом и Джоном Руисом. Победу единогласным решением присудили Руису. Рахман не согласился с вердиктом судей, заявив в послематчевом интервью, что он переиграл противника за счёт джеба, нанёс больше ударов, и лицо Руиса выглядит от этого избитым. Поединок проходил в рамках шоу, организованного телеканалом Kingvision, главным событием которого был бой Бернард Хопкинс — Уильям Джоппи.

### 13 ноября2004Хасим Рахман —Кали Миен
- Место проведения:  Мэдисон Сквер Гарден, Нью-Йорк Сити, Нью-Йорк, США
- Результат: Победа Рахмана техническим нокаутом в 4-м раунде в 12-раундовом бою
- Статус: Отборочный бой за титул WBC в супертяжёлом весе; отборочный бой за титул WBA в тяжёлом весе; отборочный бой за титул IBF в тяжёлом весе
- Рефери: Эдди Коттон
- Время: 3:00
- Вес: Рахман 105,20 кг; Миен 107,50 кг
- Трансляция: HBO PPV
- Счёт неофициального судьи: Харольд Ледерман (30—27 Рахман)

В ноябре 2004 года состоялся отборочный бой за все три главных титул в супертяжёлом весе между американцем Хасимом Рахманом и австралийцем Кали Миеном. В конце 4-го раунда Рахман прижал австралийца в углу и начал избивать. Миен еле держался, однако рефери останавливать поединок не стал. Сразу же после гонга австралиец с трудом дошёл до своего угла, и его тренер прекратил поединок.

### 2005
В августе 2005 года Рахман победил Монте Барретта.
Рахман должен был встретиться с Виталием Кличко, но Кличко, сославшись на травму, ушёл из бокса.
Рахману присудил титул WBC. Его первым соперником должен был стать Олег Маскаев, который выиграл отборочный бой за титул, но чиновники WBC предложили кандидатуру Джеймса Тони.

### 18 марта2006Хасим Рахман —Джеймс Тони
- Место проведения:  Боардуолк Холл, Атлантик-Сити, Нью-Джерси, США
- Результат: Ничья решением большинства судей
- Статус: Чемпионский бой за титул WBC в тяжёлом весе (1-я защита Рахмана)
- Рефери: Эдди Коттон
- Счет судей: Том Качмарек (114—114), Джон Стюарт (117—111 Рахман), Нобуаки Уратани (114—114)
- Вес: Рахман 108,00 кг; Тони 107,50 кг
- Трансляция: HBO
- Счёт неофициального судьи: Харольд Ледерман (116—112 Рахман)

В марте 2006 года состоялся бой между Рахманом и Джеймсом Тони. Более техничный Тони постоянно использовал свою уникальную защиту, но толком не бил. Рахман весь бой прямолинейно шёл на Тони. По итогам 12 раундов судьи большинством голосов присудили ничью. С этим результатом мало кто согласился. В США считали, что победу украли у Рахмана, в России же посчитали, что победил Тони.

### 12 августа2006Олег Маскаев—Хасим Рахман (2-й бой)
- Место проведения:  Томас энд Мак Центр, Лас-Вегас, Невада, США
- Результат: Победа Маскаева техническим нокаутом в 12-м раунде
- Статус: Титул WBC в тяжёлом весе (2-я защита Рахмана)
- Рефери: Джей Неди
- Счет судей: Джерри Рот (106—103 Маскаев), Глен Троубридж (105—104 Маскаев), Анек Хонгтонгкам (103—106 Рахман)
- Время: 2:17
- Вес: Маскаев 108,00 кг; Рахман 106,80 кг
- Трансляция: HBO PPV
- Счёт неофициального судьи: Харольд Ледерман (105—104 Маскаев)

В августе 2006 года состоялся второй бой между Хасимом Рахманом и Олегом Маскаевым. Бой был похож на 1-й, но был более равным. В начале 12-го раунда Маскаев попал правым хуком в челюсть Рахмана и американец поплыл. После нескольких повторных попаданий, судья в ринге остановил бой. Маскаев второй раз победил нокаутом.
- В 2007 году нокаутировал Зури Лоуренса.

### 14 декабря2008Владимир Кличко—Хасим Рахман
- Место проведения:  САП-Арена, Мангейм, Германия
- Результат: Победа Кличко техническим нокаутом в 7-м раунде в 12-раундовом бою
- Статус: Чемпионский бой за титул IBF в тяжёлом весе (6-я защита Кличко); чемпионский бой за титул WBO в тяжёлом (2-я защита Кличко); чемпионский бой за титул IBO в тяжёлом весе (6-я защита Кличко)
- Рефери: Тони Викс
- Трансляция: HBO

На 13 декабря 2008 года в САП-Арене города Мангейма (Германия) был запланирован бой Владимира Кличко с обязательным противником Александром Поветкиным. Но в октябре Поветкин получил травму во время пробежки в лесу, и его бой с Кличко был отменён. Однако менеджмент Кличко нашёл противника на замену Поветкину — им стал бывший двукратный чемпион мира Хасим Рахман. Живой интерес и готовность провести бой с Кличко сигнализировали промоутеры другого бывшего чемпиона — Олега Маскаева, уже дважды чудом (нокаутом в последних раундах, разгромно проигрывая по очкам) побеждавшего Рахмана в прошлом, но команда Кличко отдала предпочтение Рахману. На самом деле Рахман являлся официальным обязательным претендентом по версии IBF после травмы Александра Поветкина и отказов драться с Кличко Криса Арреолы и Александра Димитренко, поэтому выбрать Маскаева Кличко не мог в принципе, не нарушив правил организации.
Поединок оказался неравным, Владимир явно доминировал на протяжении всего боя. Рахман оказался в нокдауне, а в начале 7-го раунда уже не мог защищаться от ударов Кличко, после чего судья остановил бой. Владимир Кличко победил техническим нокаутом.

### 2010—2011
После поражения от Владимира Кличко Рахман полтора года не выходил на ринг. Но возвращение сопутствовалось победной серией из пяти последовательных поединков, во всех из которых Рахман убедительно нокаутировал всех своих оппонентов. И хоть соперники были низкорейтинговыми, Рахману это не помешало стать обязательным претендентом на пояс чемпиона мира по версии WBA, и ассоциация обязала Александра Поветкина, провести обязательную защиту титула против Рахмана. Но позже Хасим Рахман получил травму руки, которая вынудила его отказаться от поединка с обладателем титула «регулярного» чемпиона мира в супертяжёлом весе.

### Бой за звание чемпиона мира с Александром Поветкиным
29 сентября 2012 года Рахман вышел на титульный поединок с Александром Поветкиным. Рахман сбросил вес, но его форма оставляла желать лучшего. «Его прозвище „Скала“, и он двигался (по рингу) как она» — писали об этом бое в американской прессе. Первый раунд прошёл с преимуществом Александра. А в середине второго раунда Поветкин начал избивать Рахмана. Хасим схватился за канаты, и только это спасло его от падения. Рефери глядя это, разнял боксёров, но не останавливал поединок, сохраняя интригу боя. Но после этого Поветкин снова набросился на Рахмана и провёл два точных удара, которые сильно потрясли американца. Рахман опрокинул голову назад и правой рукой схватился за канаты чтоб удержаться от падения. Рефери сразу же вмешался и прекратил поединок.

## Результаты боёв
В таблице перечислены результаты всех поединков боксёров.
В каждой строке указан результат поединка. Дополнительно номер поединка обозначен цветом, который обозначает итог поединка. Расшифровка обозначений и цветов представлена в нижеследующей таблице.
| Пример | Расшифровка                     |
| ------ | ------------------------------- |
|        | Победа                          |
|        | Ничья                           |
|        | Поражение                       |
|        | Планируемый поединок            |
|        | Поединок признан несостоявшимся |
| КО     | Нокаут                          |
| ТКО    | Технический нокаут              |
| PTS    | Решение судей (по очкам)        |
| UD     | Единогласное решение судей      |
| MD     | Решение большинства судей       |
| SD     | Раздельное решение судей        |
| RTD    | Отказ от продолжения боя        |
| DQ     | Дисквалификация                 |
| NC     | Поединок признан несостоявшимся |

| Бой | Дата             | Соперник           | Судьи                 | Место боя                                                      | Раундов | Результат      | Дополнительно |
| --- | ---------------- | ------------------ | --------------------- | -------------------------------------------------------------- | ------- | -------------- | ------------- |
| 62  | 4 июня 2014      | Энтони Нансен      | Брэд Вокейл           | Окленд, Новая Зеландия                                         | 3       | Поражение      | UD            |
| 61  | 29 сентября 2012 | Александр Поветкин | Густаво Падилья       | Гамбург, Германия                                              | 12      | Поражение      | TКО2          |
| 60  | 11 июня 2011     | Гален Браун        | Рэнди Филлипс         | ДеСото Сивик Центр, Саутхейвен, Миссисипи, США                 | 10      | Победа         | TKO6          |
| 59  | 2 октября 2010   | Маркус Макги       | Хулио Сезар Альварадо | Арина Роберто Дюран, Панама, Панама                            | 8       | Победа         | KO1           |
| 58  | 14 августа 2010  | Деймон Рид         | Крис Воллесен         | Норфолк Скоуп Арина, Норфолк, Виргиния, США                    | 10      | Победа         | KO6           |
| 57  | 19 июня 2010     | Шеннон Миллер      | Чарли Фитч            | Найагра Фоллс Конференс Центр, Ниагара-Фолс, Нью-Йорк, США     | 10      | Победа         | ТКО4          |
| 56  | 26 марта 2010    | Клинтон Болдридж   | Кевин Чампион         | Бемонт Клаб, Канзас-Сити, Миссури, США                         | 6       | Победа         | ТКО1          |
| 55  | 13 декабря 2008  | Владимир Кличко    | Тони Викс             | САП-Арена, Мангейм, Баден-Вюртемберг, Германия                 | 12      | Поражение      | ТКО7          |
| 54  | 16 июля 2008     | Джеймс Тони        | Рэй Корона            | Печанга Ризорт энд Казино, Темекьюла, Калифорния, США          | 12      | Несостоявшийся | NC3           |
| 53  | 15 ноября 2007   | Зури Лоуренс       | Гэри Росато           | Соверин Центр, Рединг, Пенсильвания, США                       | 10      | Победа         | ТКО10         |
| 52  | 18 октября 2007  | Керрон Фокс        | Дэйл Грэбл            | Кевадин Казино, Су-Сент-Мари, Мичиган, США                     | 10      | Победа         | ТКО1          |
| 51  | 7 сентября 2007  | Дики Райан         | Фрэнк Гарса           | Соринг Игл Казино, Маунт-Плезант, Мичиган, США                 | 10      | Победа         | ТКО2          |
| 50  | 14 июня 2007     | Таурус Сайкс       | Дэнни Скьявоне        | Мейн Стрит Армори, Рочестер, Нью-Йорк, США                     | 10      | Победа         | UD            |
| 49  | 12 августа 2006  | Олег Маскаев       | Джей Нади             | Томас энд Мак Центр, Лас-Вегас, Невада, США                    | 12      | Поражение      | TKO12         |
| 48  | 18 марта 2006    | Джеймс Тони        | Эдди Коттон           | Боардволк Холл, Атлантик-Сити, Нью-Джерси, США                 | 12      | Ничья          | MD            |
| 47  | 13 августа 2005  | Монти Барретт      | Джей Нади             | Юнайтед Центр, Чикаго, Иллинойс, США                           | 12      | Победа         | UD            |
| 46  | 13 ноября 2004   | Кали Миен          | Эдди Коттон           | Мэдисон-Сквер-Гарден, Нью-Йорк, Нью-Йорк, США                  | 12      | Победа         | TKO4          |
| 45  | 28 июля 2004     | Терренс Льюис      | Дик Пакозди           | Фронтье Филд, Рочестер, Нью-Йорк, США                          | 10      | Победа         | KO2           |
| 44  | 17 июня 2004     | Роб Кэллоуэй       | Малик Уалид           | Майклс Эйт Авеню, Глен-Берни, Мэриленд, США                    | 10      | Победа         | KO2           |
| 43  | 16 апреля 2004   | Марио Коули        | Гэри Росато           | Довер Даунс, Довер, Делавэр, США                               | 8       | Победа         | TKO2          |
| 42  | 11 марта 2004    | Альфред Коул       | Малик Уалид           | Майклс Эйт Авеню, Глен-Берни, Мэриленд, США                    | 10      | Победа         | UD            |
| 41  | 13 декабря 2003  | Джон Руис          | Рэнди Нойман          | Бордволк Холл, Атлантик-Сити, Нью-Джерси, США                  | 12      | Поражение      | UD            |
| 40  | 29 марта 2003    | Дэвид Туа          | Руди Баттл            | Спектрум, Филадельфия, Пенсильвания, США                       | 12      | Ничья          | SD            |
| 39  | 1 июня 2002      | Эвандер Холлифилд  | Тони Орландо          | Бордволк Холл, Атлантик-Сити, Нью-Джерси, США                  | 12      | Поражение      | TD8           |
| 38  | 17 ноября 2001   | Леннокс Льюис      | Джо Кортеc            | Менделей Бей Ризорт энд Казино, Лас-Вегас, Невада, США         | 12      | Поражение      | KO4           |
| 37  | 22 апреля 2001   | Леннокс Льюис      | Даниэль ван де Виль   | Карнивал Сити, Бракпан, Гаутенг, ЮАР                           | 12      | Победа         | KO5           |
| 36  | 4 августа 2000   | Фрэнки Свинделл    | Ричард Стил           | Хард Рок Отель энд Казино, Лас-Вегас, Невада, США              | 10      | Победа         | RTD7          |
| 35  | 20 мая 2000      | Корри Сандерс      | Эдди Коттон           | Боллис Парк Плейс Отель Казино, Атлантик-Сити, Нью-Джерси, США | 12      | Победа         | TKO7          |
| 34  | 1 марта 2000     | Марион Уилсон      | Билл Холмс            | Мартинс Вест, Вудлон, Мэриленд, США                            | 10      | Победа         | UD            |
| 33  | 6 ноября 1999    | Олег Маскаев       | Эдди Коттон           | Конвеншн Холл, Атлантик-Сити, Нью-Джерси, США                  | 10      | Поражение      | KO8           |
| 32  | 15 апреля 1999   | Артур Уизерс       | Билл Кланси           | Микосаки Индиан Гейминг Ризорт, Майами, Флорида, США           | 10      | Победа         | KO1           |
| 31  | 12 марта 1999    | Майкл Раш          | Джеймс Санта          | Роселанд Боллрум, Нью-Йорк, Нью-Йорк, США                      | 10      | Победа         | TKO5          |
| 30  | 19 декабря 1998  | Дэвид Туа          | Телис Ассимениос      | Микосаки Индиан Гейминг Ризорт, Майами, Флорида, США           | 12      | Поражение      | TKO10         |
| 29  | 9 июля 1998      | Геринг Лейн        | Элмо Адольф           | Гранд Казино Авойеллс, Марксвилл, Луизиана, США                | 10      | Победа         | TKO2          |
| 28  | 21 апреля 1998   | Стив Пеннелл       | Джон Фемиа            | Плейерс Айленд Казино, Лейк-Чарльз, Луизиана, США              | 12      | Победа         | KO2           |
| 27  | 14 марта 1998    | Мелвин Фостер      | Уэйн Хеджпет          | Олимпийский, Москва, Россия                                    | 10      | Победа         | TKO2          |
| 26  | 31 января 1998   | Джесси Фергюсон    | Рэнди Нойман          | Трамп Тадж-Махал, Атлантик-Сити, Нью-Джерси, США               | 12      | Победа         | UD            |
| 25  | 4 декабря 1997   | Туй Тоя            | Кен Циммер            | Пепси-арена, Олбани, Нью-Йорк, США                             | 10      | Победа         | KO1           |
| 24  | 1 ноября 1997    | Обед Салливан      | Уэйн Келли            | Аполло, Нью-Йорк, Нью-Йорк, США                                | 12      | Победа         | MD            |
| 23  | 15 июля 1997     | Джефф Вуден        | Дик Пакозди           | Риверсайд Конвеншн Центр, Рочестер, Нью-Йорк, США              | 12      | Победа         | KO9           |
| 22  | 9 января 1997    | Маршалл Тиллман    | Пэт Расселл           | Беверли-Хиллз, Калифорния, США                                 |         | Победа         | KO1           |
| 21  | 17 декабря 1996  | Герман Дельгадо    | Кенни Шевалье         | Нэшнл Гард Армори, Пайксвилл, Мэриленд, США                    | 8       | Победа         | KO2           |
| 20  | 3 декабря 1996   | Маркос Гонсалес    |                       | Эвертон Парк Спортс Центр, Ливерпуль, Мерсисайд, Англия        |         | Победа         | KO1           |
| 19  | 8 ноября 1996    | Брайен Саргент     | Вик Дракулич          | Аризона Чарлиз, Лас-Вегас, Невада, США                         |         | Победа         | TKO1          |
| 18  | 15 октября 1996  | Трэвор Бербик      | Тони Переc            | Сизарс Отель энд Казино, Атлантик-Сити, Нью-Джерси, США        | 10      | Победа         | UD            |
| 17  | 8 августа 1996   | Марк Янг           |                       | Сивик Центер, Лейк-Чарльз, Луизиана, США                       |         | Победа         | TKO3          |
| 16  | 9 июня 1996      | Мартин Фостер      | Джо Салки             | Фернвуд Ризорт, Бушкилл, Пенсильвания, США                     | 10      | Победа         | KO2           |
| 15  | 4 июня 1996      | Тим Найт           |                       | Мартинс-Уэст, Вудлон, Мэриленд, США                            | 8       | Победа         | TKO4          |
| 14  | 3 мая 1996       | Стив Эдвардс       | Дженаро Родригес      | Марк оф зе Квад Ситиз, Молин, Иллинойс, США                    | 6       | Победа         | TKO2          |
| 13  | 26 марта 1996    | Росс Пьюритти      | Дик Пакозди           | Рочестер, Нью-Йорк, США                                        | 10      | Победа         | UD            |
| 12  | 9 марта 1996     | Майк Митчелл       | Эрл Браун             | Тадж-Махал, Атлантик-Сити, Нью-Джерси, США                     | 8       | Победа         | KO1           |
| 11  | 9 февраля 1996   | Бредли Рон         | Линдси Пейдж          | Тропворлд Отель Казино, Атлантик-Сити, Нью-Джерси, США         | 6       | Победа         | TKO1          |
| 10  | 13 декабря 1995  | Майк Робинсон      |                       | Атлантик-Сити, Нью-Джерси, США                                 |         | Победа         | KO1           |
| 9   | 10 октября 1995  | Джеймс Джонсон     | Артур Мерканте Мл.    | Рочестер, Нью-Йорк, США                                        |         | Победа         | TKO3          |
| 8   | 12 сентября 1995 | Мэтт Грин          |                       | Вудлон, Мэриленд, США                                          |         | Победа         | TKO2          |
| 7   | 26 августа 1995  | Карл Макгрю        |                       | Бисмарк, Чикаго, Иллинойс, США                                 |         | Победа         | TKO1          |
| 6   | 13 июля 1995     | Ларри Дэвис        |                       | Гринбелт, Мэриленд, США                                        |         | Победа         | TKO2          |
| 5   | 6 июня 1995      | Эрик Валентайн     |                       | Вудлон, Мэриленд, США                                          |         | Победа         | KO1           |
| 4   | 28 марта 1995    | Джефф Уильямс      |                       | Мэджик, Бей-Сент-Луис, Миссисипи, США                          | 4       | Победа         | MD            |
| 3   | 11 января 1995   | Деннис Каин        |                       | Вудлон, Мэриленд, США                                          | 4       | Победа         | TKO2          |
| 2   | 6 января 1995    | Роберт Джексон     |                       | Виргиния-Бич, Виргиния, США                                    | 4       | Победа         | TKO1          |
| 1   | 3 декабря 1994   | Грегори Харрингтон |                       | Сизарс-пэлас, Лас-Вегас, Невада, США                           | 4       | Победа         | KO1           |
| Бой | Дата             | Соперник           | Судьи                 | Место боя                                                      | Раундов | Результат      | Дополнительно |